# Зібан (нохія)
Зібан (араб. ناحية ذيبان) — нохія у Сирії, що входить до складу району Меядін провінції Дайр-ез-Заур. Адміністративний центр — м. Зібан.
| Сирія | Це незавершена стаття з географії Сирії. Ви можете допомогти проєкту, виправивши або дописавши її. |